# Lois Mitchell

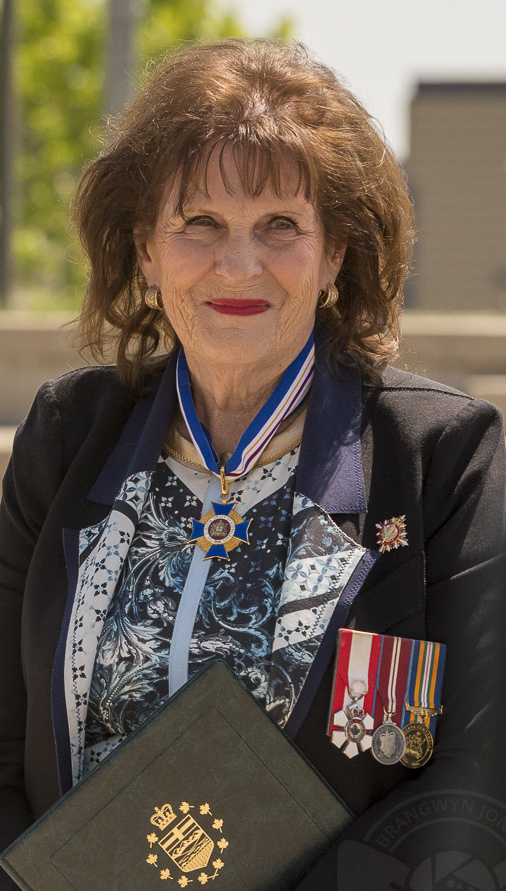
Lois Mitchell

Lois Elizabeth Mitchell, CM, AOE (* 22. Juni 1939 in Vancouver als Lois Elizabeth Boulding) ist eine kanadische Unternehmerin und Philanthropin sowie frühere Lehrerin. Von 2015 bis 2020 war sie die Vizegouverneurin der Provinz Alberta und repräsentierte als solche das Staatsoberhaupt, Königin Elisabeth II., auf Provinzebene.

## Biografie
Sie wuchs in Vancouver auf und absolvierte ein Sportstudium, woraufhin sie an einer Grundschule Sport und Englisch unterrichtete. 1961 heiratete sie den Rechtsstudenten Douglas Mitchell, der auch Footballspieler bei den BC Lions war. Ein Jahr später zogen sie nach Calgary, wo sie vier Kinder großzogen. 1970 gründete Lois Mitchell ein Unternehmen für Sportmerchandising und -marketing. Später folgte die Gründung des Beratungsunternehmens Amherst Consultants. Von 1985 bis 1990 führte sie ihre Geschäfte von Toronto aus, als ihr Ehemann als Vorsitzender der Canadian Football League amtierte. 2007 war sie Mitbegründerin von Rainmaker Global Business Development, das strategische Datenquellen analysiert und für weitere Unternehmen nutzbar macht.
Mitchell war in den Verwaltungsräten der Unternehmen UBS Canada, Mitacs und Canada World Youth vertreten, war Direktorin der Canadian Women’s Hockey Association sowie Mitbegründerin von Crime Stoppers Calgary. Sie war Direktionsmitglied der Handelskammer von Calgary, des Internationalen Instituts für Sportpädagogik, der Special Olympic Foundation, des Calgary Philharmonic Orchestra und der Hockey Canada Foundation. Sie ist weiterhin Direktorin des Lateinamerika-Forschungszentrums der University of Calgary und wurde 1997 vom Botschafter Kolumbiens zur Honorarkonsulin ernannt.
Neben ihren beruflichen Tätigkeiten entfaltete Mitchell umfangreiche gemeinnützige Aktivitäten (insbesondere im Bereich des Amateursports) und war in verschiedenen Freiwilligenorganisationen tätig, wodurch sie zu einer der prominentesten Persönlichkeiten der Stadt Calgary wurde. 2012 gründete sie eine Stiftung, die junge Künstler aus Calgary unterstützt. Für ihre verschiedenen Verdienste wurde sie 2008 von der Stadt Calgary als Bürgerin des Jahres geehrt, 2012 erhielt sie den Order of Canada und die Queen Elizabeth II Diamond Jubilee Medal.
Auf Anraten von Premierminister Stephen Harper wurde sie zur Vizegouverneurin von Alberta ernannt und am 12. Juni 2015 von Generalgouverneur David Johnston in dieses repräsentative Amt eingesetzt.